# 苏菲·玛索
苏菲·玛索（法語：Sophie Marceau，1966年11月17日—），原姓名苏菲·达尼埃尔·西尔维·莫皮（法語：Sophie Danièle Sylvie Maupu），法国演员、导演、编剧、作家，有“法兰西之吻”之美称。
玛索曾登上全球300多本雜誌封面，並成為眾多奢侈品牌的代言人。2003年，她被法國文化部部長封為藝術與文學勳章軍官 (Officier)，2015年，她被爆出拒絕法國榮譽軍團勳章 (Ordre national de la Légion d'honneur)。

## 早年生活
苏菲1966年11月17日出生于巴黎，父亲伯努瓦·莫皮（Benoît Maupu）是卡车司机，母亲西蒙娜·莫里塞（Simone Morisset）是零售店员。九岁时其父母离异。

## 演藝生涯
1980年2月，14岁的苏菲偶遇了模特星探公司举办的海选大会，苏菲一时跟风提供了自己的一些照片。与此同时，正在筹划新片的电影导演克劳德·比诺多询问星探有无推荐人选。经过精挑细选，制片方高蒙电影公司相中了苏菲，并力邀她签下长约演艺合同。紧接着，苏菲拍摄了生平第一部演艺作品青少年题材电影《第一次接觸》担任主角。这部电影红遍全欧洲，令苏菲·玛索一夜成名，美称“法兰西之吻”。1983年，她获得凯撒奖“最具前途女艺人”。
1982年，苏菲16岁，出演电影《第一次接触》的续集。续集风格不如第一部风趣，甚至有些伤感，但仍是十分受欢迎。同年苏菲在电影《萨卡纳要塞》中与影星杰勒德·德帕尔迪奥和凱撒琳·丹妮芙合作；以及在电影《最后一次接触》中和让-保罗·贝尔蒙多合作。
之後苏菲与经纪公司闹翻，因为她爱上了以另类风格著称的波兰裔导演安德烈·左拉斯基并决意追随对方，而且这经纪公司在法国本土的影响力声名显赫。经纪公司觉得非常没面子，震怒宣称除非赔偿得起非常高昂的提前解约金，否则休想放人，而且日后务必严苛管教。由此，苏菲跑遍了全巴黎，想尽了一切方法筹集了约100万法郎，最终如愿解约。
随后苏菲开始与安德烈·左拉斯基长达16年的工作加伴侣岁月，两人合作过四部电影：《狂野的爱》(1985年)， 《我的夜晚比你的白天更美》 (1989年)，《蓝色乐章》(1991年) 和《情欲写真》(2000年)。这些影片奠定了苏菲实力派影星的位置。
1995年，苏菲·玛索在电影好莱坞影星梅尔·吉布森的电影《勇敢的心》中成功饰演勒伊莎贝尔公主一角，开始成为一名国际性巨星。1997年，苏菲·玛索出演安娜·卡列尼那一角，被评论界认为是电影史上对这一人物最杰出的塑造。在此之后，她又陆续参演《仲夏夜之梦》和007系列电影《黑日危機》。
苏菲多年来出演过总共40部左右的电影，戏路宽泛，风格多变，其中许多均十分叫好叫座。
苏菲·玛索曾经于2001年出版过一本半自传体小说《谎言》，并同时开始尝试导演。她执导的电影处女作《当爱变成习惯》获得2002年蒙特利尔国际电影节“最佳导演”奖，该片的主演是朱迪·高德莱施。

## 个人生活
1984年，苏菲18岁与安德烈·左拉斯基，開始了长达16年的工作加伴侣岁月，两人年龄相差26岁，育有一子文森特·左拉斯基（1995年7月24日～），长居于巴黎和华沙。
2001年，苏菲与美國製片人吉姆·萊姆利相恋，育有一女胡特·莱姆利（2002年6月13日～，生于英国伦敦）。
2007年，苏菲与法国人克里斯多弗·藍伯特相恋，2014年和平分手。

## 作品

### 21世纪
- 《獄中鳥（英语：Jailbirds (2015 film)）》（2015年）
- 《性愛診療室（英语：The Missionaries）》（2014年）
- 《偶遇（英语：Quantum Love）》（2014年）
- 《對換冤家（英语：Arrêtez-moi）》（2013年）
- 《命中註定搭錯線》(2012年)
- 《穿梭少女夢（英语：With Love... from the Age of Reason）》(2010年)
- 《枕边的男人（英语：Cartagena (film)）》（2009年）
- 《對換冤家（英语：De l'autre côté du lit）》（2009年）
- 《雙面驚魂》（2009年）
- 《超级女特工（法语：Les femmes de l'ombre）》（2008年）
- 《母女情深》（2008年）
- 《魅影追击（英语：Trivial (film)）》（2007年）
- 《色計》（2005年）
- 《护士娜丽（英语：Nelly (film)）》（2004年）
- 《长夜》（2003年）
- 《我留下来！（法语：Je reste !）》（2003年）
- 《亚历克斯与艾玛（英语：Alex & Emma）》（2003年）
- 《卢浮魅影》（2001年）

### 20世纪
- 《情欲写真》（2000年）
- 《007：縱橫天下》（1999年）
- 《仲夏夜之夢 (1999年電影)》（1999年）饰演 希波吕忒
- 《失物招领》（1999年）
- 《心火》（1997年）
- 《路易十四的情婦》（1997年）
- 《浮生一世情》（1997年）
- 《勇敢的心》（1995年）饰演 法兰西的伊莎贝拉
- 《云上的日子》（1995年）
- 《黎明之颠倒（英语：L'aube à l'envers）》（1995年）担任导演
- 《豪情玫瑰（英语：Revenge of the Musketeers）》（1994年）
- 《芳芳》（1993年）
- 《蓝色乐章》（1991年）
- 《情书战场（英语：Pour Sacha）》（1991年）
- 《来自巴黎的女孩》（1990年）
- 《我的夜晚比你的白天更美》（1989年）
- 《雪琳娘》（1988年）
- 《女大学生》（1988年）
- 《坠入地狱》（1986年）
- 《警察》（1985年）
- 《狂野的爱》（1985年）
- 《最后一次接触》（1984年）
- 《萨卡纳要塞》（1984年）
- 《第一次接触2》（1982年）
- 《第一次接觸》（1980年）

## 相册

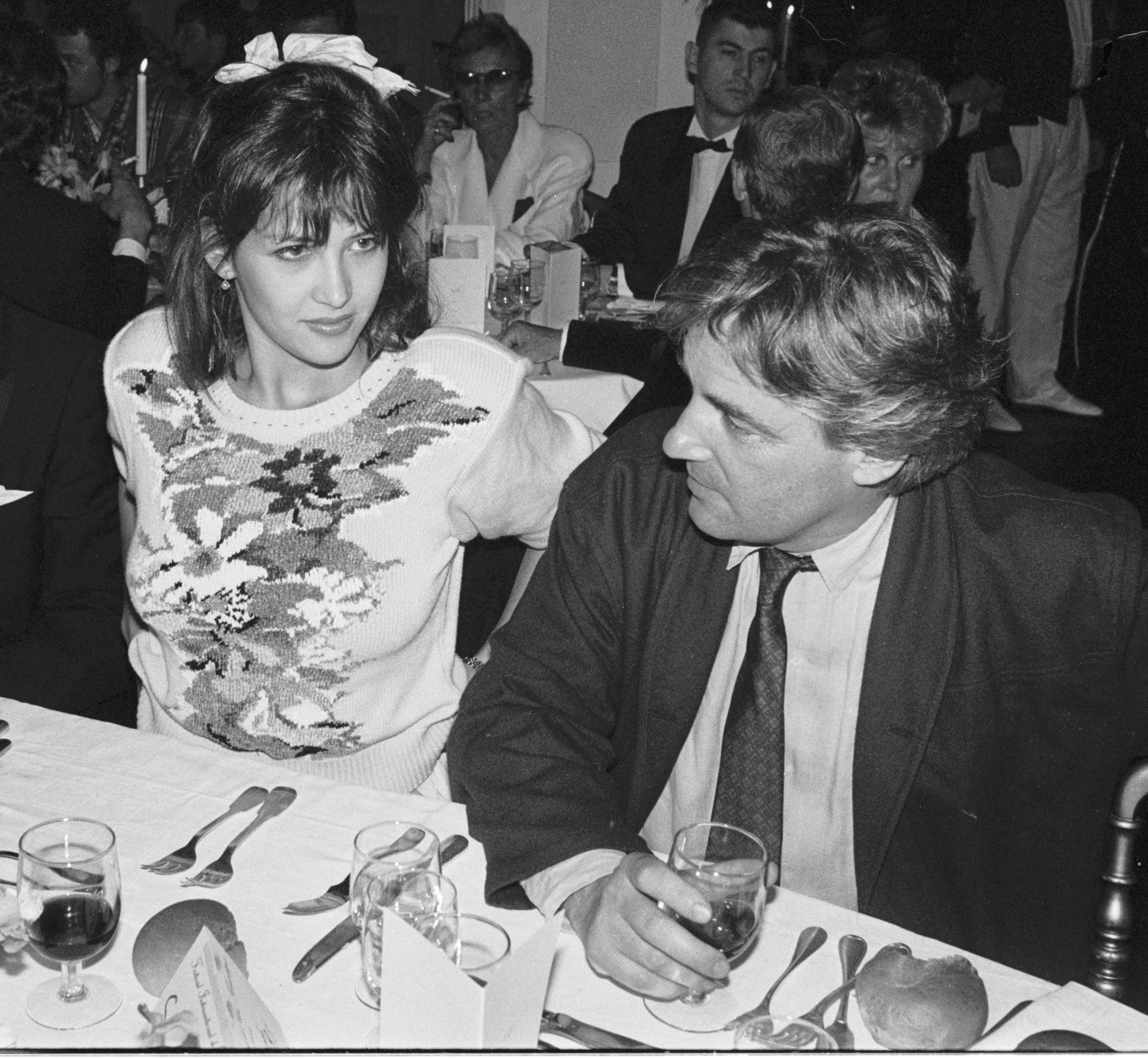
1988年和安德烈·祖拉斯基
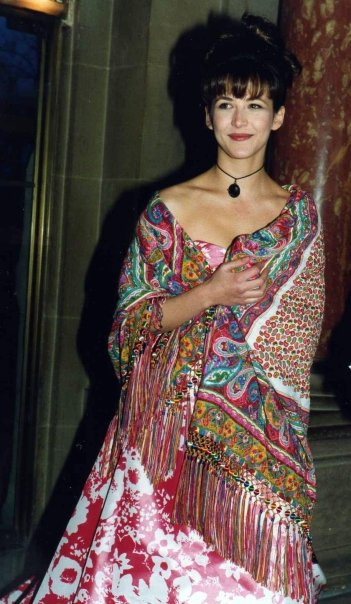
1993年参加法国莫里哀戏剧奖颁奖
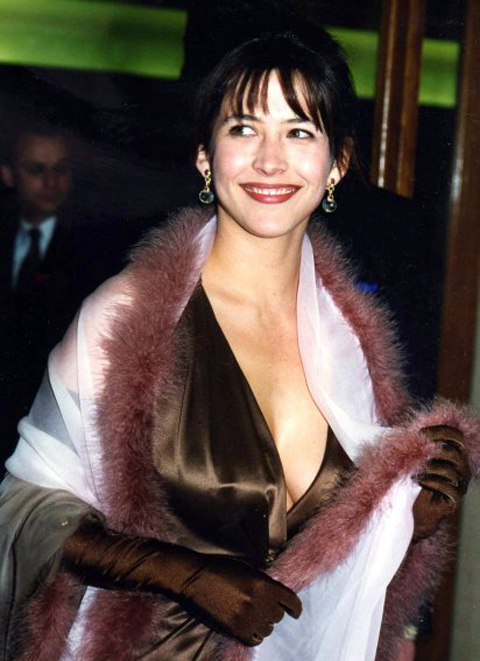
1996年
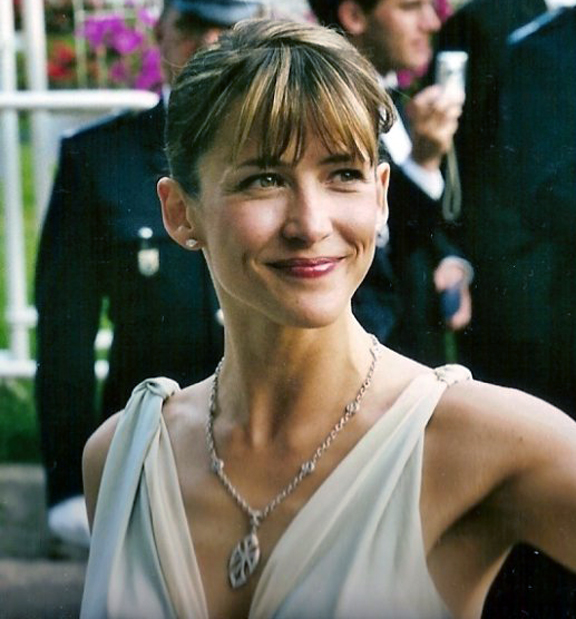
2005年戛纳
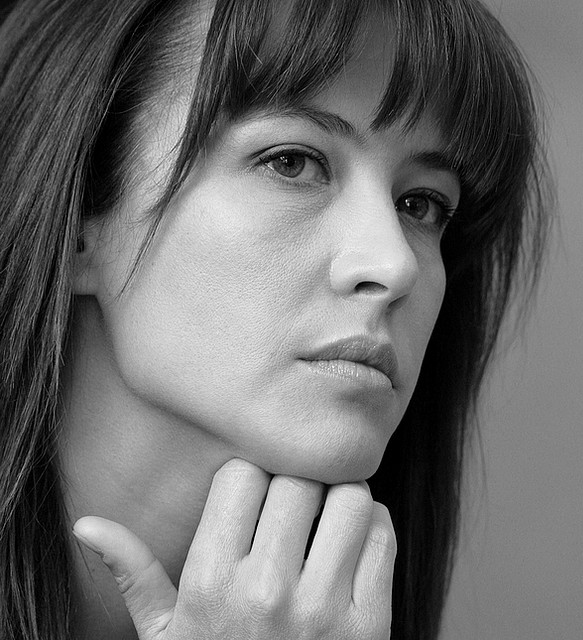
2007年7月
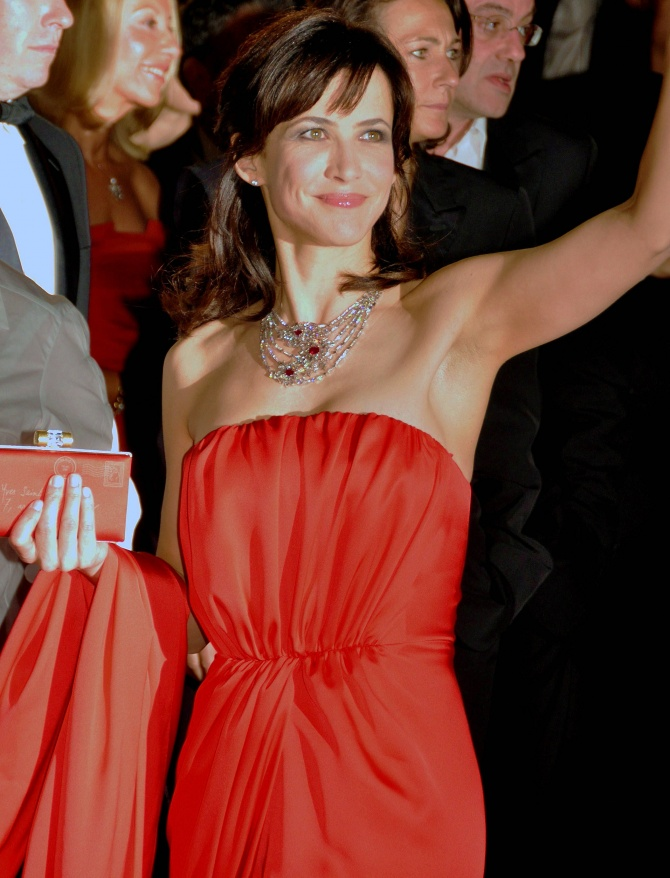
2009年戛纳
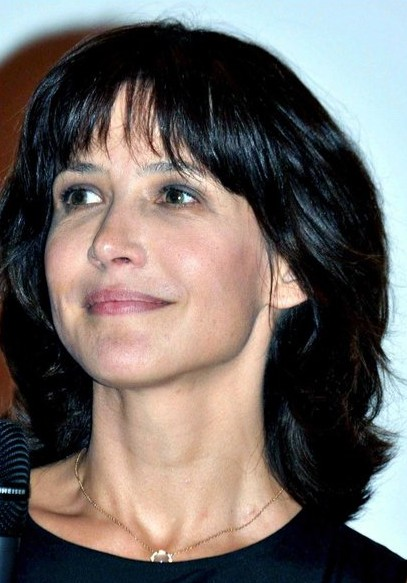
2010年
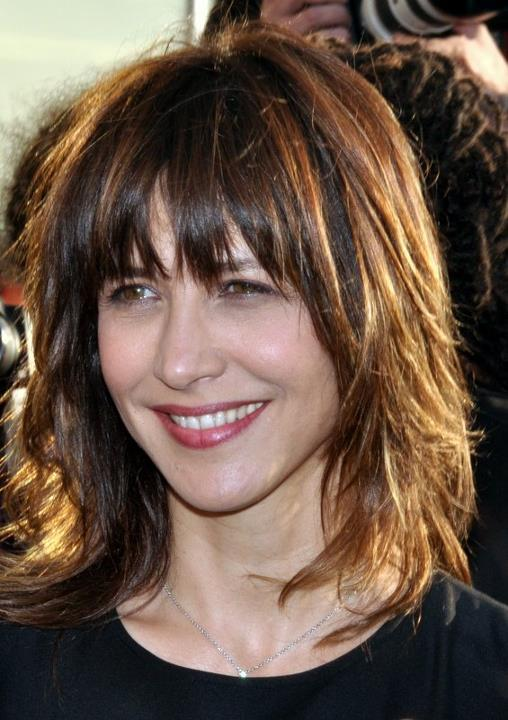
2012年卡布尔浪漫电影节
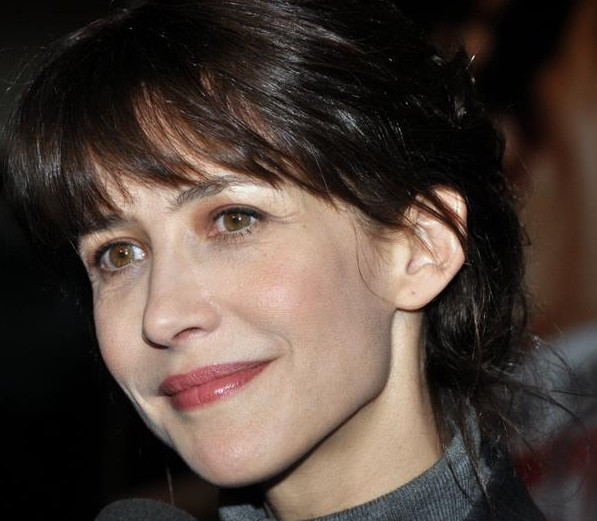
2013年
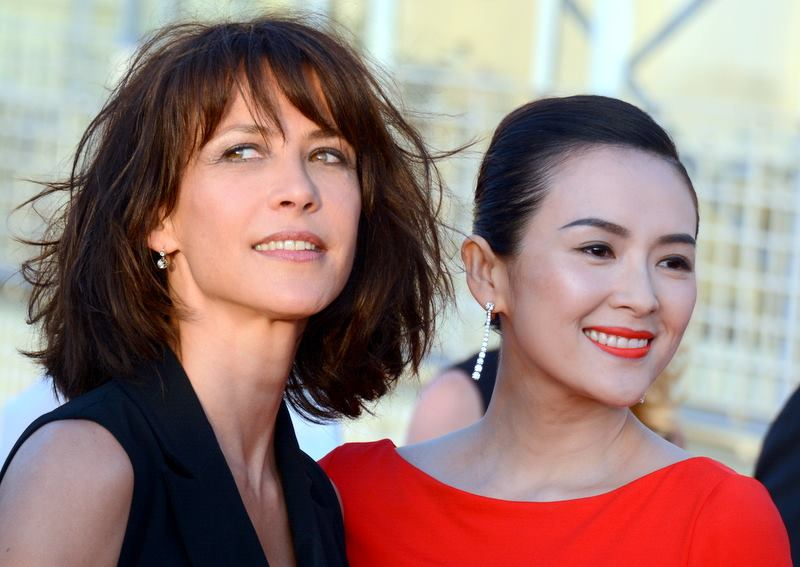
2014年和章子怡
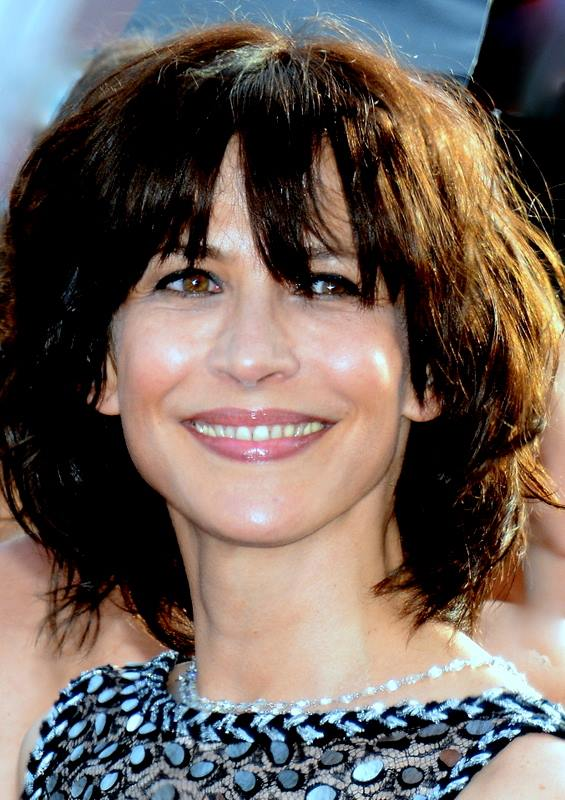
2015年戛纳
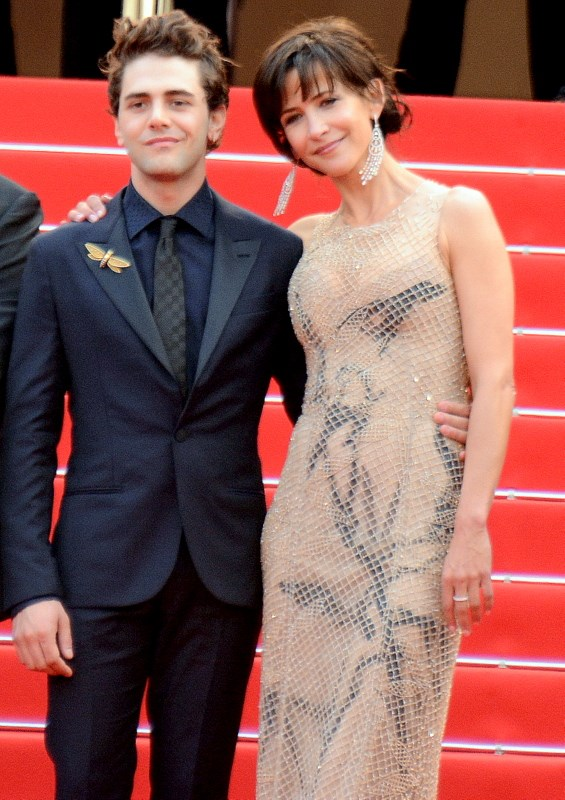
2015年戛纳和札維耶·多藍
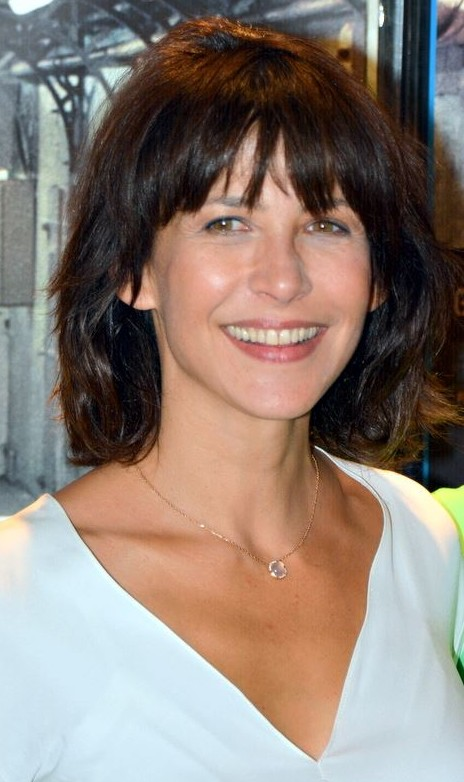
2016年

## 外部連結
- 苏菲·玛索在互联网电影资料库（IMDb）上的資料（英文）
- 苏菲·玛索 在雅虎電影的頁面